# اندی ادواردز (بازیکن فوتبال، زاده ۱۹۷۱)
اندی ادواردز (انگلیسی: Andy Edwards؛ زادهٔ ۱۷ سپتامبر ۱۹۷۱) بازیکن فوتبال اهل بریتانیا است.
از باشگاه‌هایی که در آن بازی کرده‌است می‌توان به باشگاه فوتبال پیتربورو یونایتد، باشگاه فوتبال ساوتند یونایتد، باشگاه فوتبال بیرمنگام سیتی، باشگاه فوتبال گرایس اتلتیک، و باشگاه فوتبال آلدرشات تاون اشاره کرد.